# Monique Pelletier (sciatrice)
Monique Gia Pelletier (Aspen, 12 luglio 1969) è un'ex sciatrice alpina statunitense, vincitrice della Nor-Am Cup nel 1988.

## Biografia
La Pelletier debuttò in campo internazionale ai Mondiali juniores di Hemsedal/Sälen 1987; in Coppa del Mondo ottenne il primo piazzamento il 6 marzo 1988 ad Aspen in slalom speciale (9ª) e in quella stessa stagione 1987-1988 in Nor-Am Cup vinse sia la classifica generale, sia quella di slalom gigante. Nella stagione 1988-1989 in Coppa Europa vinse la classifica di slalom speciale e si classificò 3ª in quella generale; tre anni dopo ai XVI Giochi olimpici invernali di Albertville 1992, sua prima presenza olimpica, si classificò 18ª nello slalom speciale.
Ottenne il miglior piazzamento in Coppa del Mondo il 19 dicembre 1993 a Sankt Anton am Arlberg in slalom speciale (5ª) e ai successivi XVII Giochi olimpici invernali di Lillehammer 1994, sua ultima presenza olimpica, si classificò 24ª nella combinata e non completò lo slalom speciale; prese per l'ultima volta il via in Coppa del Mondo il 15 gennaio 1995 a Garmisch-Partenkirchen in slalom speciale, senza completare la prova, e si ritirò al termine della stagione 1995-1996: la sua ultima gara fu un supergigante FIS disputato il 15 aprile a Breckenridge. Non prese parte a rassegne iridate.

## Palmarès

### Coppa del Mondo
- Miglior piazzamento in classifica generale: 57ª nel 1994

### Coppa Europa
- Miglior piazzamento in classifica generale: 3ª nel 1989
- Vincitrice della classifica di slalom speciale nel 1989

### Nor-Am Cup
- Vincitrice della Nor-Am Cup nel 1988[1]
- Vincitrice della classifica di slalom gigante nel 1988[1]

### Campionati statunitensi
- 4 medaglie (dati parziali fino alla stagione 1994-1995):
  - 3 ori (slalom gigante[1][2], combinata[2][3] nel 1988; slalom speciale[2] nel 1990)
  - 1 bronzo (slalom speciale nel 1995)